# Georg Scheiblein
Georg Scheiblein (* 19. Juli 1766 in Aschaffenburg; † 9. März 1840 im Kloster Schmerlenbach in Hösbach) war ein römisch-katholischer deutscher Geistlicher.

## Leben
Georg Scheiblein wurde als Sohn des Säckelmeisters Wilhelm Scheiblein und dessen Ehefrau Agatha, geb. Ronn geboren.
Er besuchte die Elementarschule und anschließend die Lateinschule in Aschaffenburg. Nach Beendigung dieser Schule ging er auf das Gymnasium in Mainz und gab ab der 3. Klasse Unterricht gegen Entgelt. Hierdurch war er in der Lage, den Eltern nicht nur die Schulkosten zu ersparen, sondern er konnte sie auch noch finanziell unterstützen.
Mit 19 Jahren kam er 1785 in das Priesterseminar Mainz und wurde dort zum Priester ausgebildet. Anlässlich des Festes des heiligen Kirchlehrers Augustin hielt er eine lateinische akademische Rede, die dazu führte, dass er zum Lizenziaten der Theologie ernannt wurde.
Nach der Ausbildung wurde er zum Priester geweiht und hielt am ersten Sonntag im September 1789 (andere Quelle: 1. April 1789) in der Pfarrkirche in Aschaffenburg seine erste heilige Messe. Kurz darauf wurde er in der Seelsorge angestellt. Seine erste Anstellung als Kaplan fand er in Mudau, von dort in Dorfprozelten, dann in Wiesthal und schließlich in Bingen, dort wurde er auch Lehrer an der Lateinschule. Bingen lag zu der Zeit direkt an der französischen Grenze und Georg Scheiblein wurde von den Illuminaten und  Klubisten bedroht, die gegen die katholische Kirche kämpften.
Am 7. Dezember 1798 wurde er zur Stadtpfarrei St. Lorenz in Erfurt als Stadtpfarrer, Präfekt der katholischen Stadt- und Landschulen, Direktor des katholischen Gymnasiums und Assesor beim geistlichen Gericht befördert.
Im Frieden von Lunéville vom 9. Februar 1801 wurde beschlossen, dass alle in Deutschland bestehenden Erzbistümer, Bistümer, Stifte und Klöster aufzuheben seien und mit den Erlösen und Einnahmen sollten die weltlichen Fürsten für den in den Jahren davor im Krieg gegen Frankreich entstandenen Schaden entschädigt werden. Das Erzbistum Mainz fiel zuerst unter die Säkularisation und wurde in einzelne Bestandteile aufgeteilt. Erfurt, das ursprünglich eine Kurmainzische Stadt war, fiel an die Krone Preußens. Die preußische Regierung plante, das katholische Gymnasium mit dem lutherischen Gymnasium zu vereinen. Georg Scheiblein befürchtete jedoch, dass dies zu einer Benachteiligung für den Katholizismus führen könnte und stellte sich offen und bestimmt gegen diese Planungen. Der Präsident der Königlich-Preußischen Provinz Erfurt-Eichsfeld, Christian Konrad Wilhelm von Dohm versuchte, ihn daraufhin umzustimmen. indem er ihm eine Beförderung anbot. Dies lehnte Georg Scheiblein ab, "... werde um keinen Preis in der Welt gegen mein Gewissen handeln und meine Überzeugungen opfern". Christian Konrad Wilhelm von Dohm habe hierauf geantwortet: "... jetzt ist Scheiblein, der Unbestechbare und Unbestürmbare, mir unvergeßlich wert!". Solange Pfarrer Scheiblein sich in Erfurt befand, wurde dieser Antrag nicht wiederholt.
Am 6. Oktober 1806 versuchten erobernde Franzosen den Kirchenschatz seiner Pfarrei zu rauben. Georg Scheiblein, der bereit war, sein Leben zu opfern, verweigerte die Herausgabe des Schlüssels. Dies nötigte ihm zwar den Respekt der Franzosen ab, allerdings zog er sich mit seiner Standhaftigkeit auch die Missbilligung einiger Bürger zu. Als einige Bürger des Fürstentums Erfurt dem französischen Stadtkommandanten zutrugen, es gebe Streitigkeiten zwischen der katholischen und der lutheranischen Kirche, die ursächlich in der Person Georg Scheibleins begründete seien, wurden hierzu Ermittlungen durch den Stadtkommandanten eingeleitet. Bei den anschließenden Erkundigungen erklärte das protestantische Konsistorium in Erfurt amtlich, "... dass die gegen Herrn Scheiblein angebrachte Anzeige eine barsche Lüge sey". Hierauf wurden Verdächtigungen an das bischöfliche Kommissariat gesandt, dass Georg Scheiblein in Korrespondenz mit den Feinden Frankreichs stehe. Hierauf wurde er aus Erfurt abgerufen und zur Verantwortung nach Aschaffenburg geladen. Die hierzu einberufene Untersuchungskommission kam zu dem Resultat, das Georg Scheiblein unschuldig sei und er seine Pfarrei in Erfurt wieder beziehen könne; hierauf verzichtete er aber freiwillig.
Der Kurerzkanzler Karl Theodor von Dalberg hatte im Rahmen der Säkularisation das aufgelöste Kloster Schmerlenbach erhalten. Dieses schenkte er 1807 dem Aschaffenburger Klerikalseminar, welches 1812 eine eigene Pfarrei mit angeschlossenem Korrektionshaus für Geistliche in Schmerlenbach einrichtete. Amt 17. Februar 1812 wurde Georg Scheiblein erster Direktor des Korrektionshauses.
1814 fiel das Fürstentum Aschaffenburg an die Bayerische Krone und der Kronprinz Ludwig nutzte das dortige Schloss Johannisburg als seine Sommerresidenz. Der Kronprinz besuchte das sich in der Nähe befindliche Kloster Schmerlenbach und lernte Pfarrer Georg Scheiblein kennen.
Am 4. Oktober 1826 wurde er durch den bayerischen König Ludwig I. zum Königlichen Geistlichen Rat ernannt, verbunden mit der Tax- und Stempelfreiheit, die er jedoch nicht für sich nutzte.
Die Kinder des Königs hielten sich öfter beim Pfarrer Scheiblein auf, so dass dieser 1834 ein Fest zu Ehren der heiligen Schutzengel der königlichen Prinzen und Prinzessinnen beging. Er konnte hierbei den Bischof Adam Friedrich Groß zu Trockau dafür gewinnen, die Feier alljährlich kirchlich anzuordnen. Der Bischof sicherte handschriftlich zu, in der Pfarrkirche von Schmerlenbach auf eigene Kosten eine Schutzengelbruderschaft zu stiften, in der Mitglieder der Gemeinde "Schutzengel", z. B. für Ältere und Kranke, sind. Er erwirkte beim Papst Gregor XVI. Ablässe für das jährliche Hauptfest und für die vierteljährlichen Feiertage, an denen die Kirche von Schmerlenbach von den Gläubigen besucht wurde. Zur Umsetzung des bischöflichen Erlasses, der den Ertrag des "Klingelbeutels" und des Opferstocks zur Deckung der Kosten bestimmte, kam es dann jedoch nicht, weil keine nennenswerten Erträge eingenommen wurden. Pfarrer Scheiblein beging das Fest jährlich auf eigene Kosten, ließ jedoch im Pfarrbuch ausdrücklich vermerken, dass diese Regelung für seine Nachfolger nicht verbindlich sei und das Fest bis zur bischöflichen versprochenen Kostendeckung freiwillig abzuhalten sei.
Am 1. September 1839 wurde sein fünfzigjähriges Priesterjubiläum begangen, das mit dem Fest der heiligen Schutzengel zusammenfiel. Acht Tage später erhielt der Jubelpriester von König Ludwig I. ein eigenhändig erstelltes Gratulationsschreiben, in dem er ihm auch das Ehrenkreuz des Ludwigordens verlieh.
Georg Scheiblein war auch schriftstellerisch tätig, verfasste zahlreiche Aufsätze und kurze Abhandlungen, außerdem war er Redakteur der theologischen Zeitschrift Der Katholik.

## Auszeichnungen
- Träger des Ludwigordens

## Werke (Auswahl)
- Peter Kühn; Georg Scheiblein; Lothar Marx: Positiones physicae de universalibus corporum attributis et de particularibus corundem affectionibus. Univ., Diss., Mainz 1784.
- Fasten-Predigt: gehalten in der Stiftskirche zum heil. Peter u. Alexander zu Aschaffenburg. Frankfurt a. M., 1816.
- Beilagen zur religiösen Zeitschrift "Der Katholik". Straßburg 1823.
- Briefwechsel zwischen alten und altgläubigen Landpfarrern über G.L.C. Kopps Buch: Die katholische Kirche im 19. Jahrhundert. Würzburg, 1831.
- Der Katholik – eine religiöse Zeitschrift zur Belehrung und Warnung. 13. Band. Straßburg 1824.
- Der zu Halle in effigie an Pranger gestellte alte und altgläubige katholische Landpfarrer, Verfasser des Briefwechsels "über die katholische Kirche im 19ten Jahrhundert" etc., bearbeitet vom geheimen geistlichen Rathe Herrn Kopp. Dinkelsbühl : Walther, 1832.